# Lluminària (artifici)
|  | Per a altres significats, vegeu «Lluminària». |

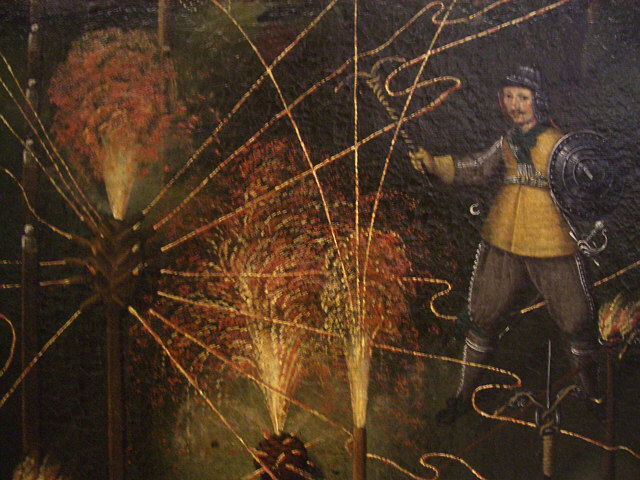
Llumiàries a una obra de Johann Kouhn de 1645.

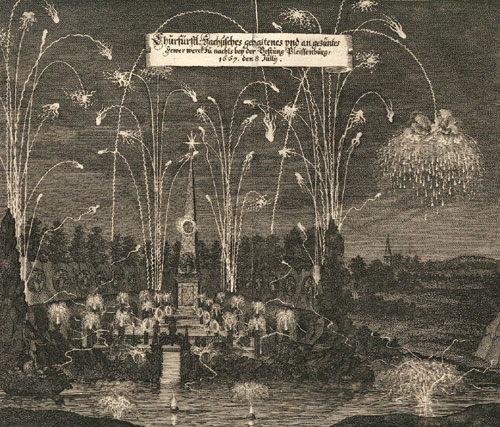
Llumiàries a un Gravat de Matthäus Merian del 1670.

El terme  lluminària o alimara, té també una accepció històrica com a "foc d'artifici". De fet, de forma oficial, el terme (lluminària) s'accepta solament en el sentit de llum, i així la seva accepció d'"artifici", ha estat rebutjada (o oblidada) pels historiadors i filòlegs al llarg de dècades. La referència històrica directe que hi ha a la traducció de les Memòries de Philippe de Commines feta per l'inquisidor Juan Vitrian avala aquest altre significat de "foc d'artifici".

## Lluminàries de la victòria
Unes lluminàries amb explosió i gran il·luminació en el cel. Durant la segona guerra de Nàpols a la batalla de Cerinyola (1503) van esclatar, a plena llum del dia, dos carros amb tonells de pólvora, espantant els soldats dels terços; el Gran Capità els va animar dient: Bon anunci amics, que aquestes són les lluminàries de la victòria.
Lluminàries de la victòria
En aquest passatge el Gran Capità dona el nom de lluminàries a unes explosions impressionants "a la llum del dia", i és de tots conegut que unes lluminàries de "teia cremant" o de "cera i oli", a la llum del dia, ni es veuen ni es poden sentir. Un cop guanyada la batalla es va fer una gran celebració (d'aquí ve l'expressió "fer xerinola").

## Festes de lluminàries de Venècia
La traducció feta per Juan Vitrián de les Memòries de Philippe de Commines (1447-1511) cita "lluminàries" en l'accepció d'"artifici", ja que a part de la descripció ("que con los boladores en el aire vuelan como aves"), són per se universalment conegudes les famoses festes de lluminàries de Venècia:
| « | ... Les festes de les lluminàries de Venècia al món tenen fama, en allò artificial, i molt més en allò natural, lluint per moltes més, les que són, ja a les primeres figures sobre els teulats i els alts capitells, ja a les segones figures per la representació del es aigües, que com en mirall s'hi miren; i els focs, que amb els boladors en l'aire volen com aus, en les aigües neden com peus tot resplendents, tot brillant cel i terra... | » |